# بیلی هیبرت
بیلی هیبرت (به انگلیسی: Billy Hibbert)  زادهٔ ۲۰ ژانویه ۱۸۸۴ بازیکن فوتبال اهل انگلستان بود که سابقهٔ بازی در تیم ملی فوتبال انگلستان را در کارنامهٔ خود دارد. وی در تاریخ ۲ آوریل ۱۹۱۰ تنها بازی ملی خود را در مقابل تیم ملی فوتبال اسکاتلند انجام داد.